# Boitquin
Boitquin was de naam van een familie die talrijke scherprechters telde in de Zuidelijke Nederlanden, tijdens de 18de en de 19de eeuw.

## Situering
De Boitquins behoorden tot de voornaamste beulenfamilies in de Zuidelijke Nederlanden. Hun naam werd op allerlei manieren geschreven, zoals Botquin, Boutquin, Botquen, Botquijn, Boitquen, Botquyn, Boitquyn, Bodquein. 
Ze voerden hun taken uit in Brugge, Brussel, Leuven, Mechelen, Gent en zelfs in Middelburg in Zeeland. Ze werkten onder vier verschillende regimes: de Oostenrijkse Nederlanden, de Franse republiek en keizerrijk, het Verenigd koninkrijk der Nederlanden en het Koninkrijk België. 
Door huwelijken werden ze verwant met verschillende families die in Noord- en Zuid-Nederland het scherprechtersberoep uitoefenden: Straetmans, Gijsen (of Guisen), Hannoff, Hamel, Tillemans en Tillenborgh.

## Geschiedenis
Jacques Boitquin werd op 24 maart 1658 geboren in de parochie Saint Géry van het Franse Valenciennes als zoon van Jean Bottequin (sic), plaatselijk scherprechter, en Marie Malaquin. Jacques vestigde zich met zijn echtgenote Marie-Walburge Galopin in Brussel en werd er helper van de scherprechter Frans Straetmans. Hij woonde waarschijnlijk in bij zijn patroon, in de Valkstraat (tussen Hoogstraat en Miniemenstraat), waar de beulen gedurende nagenoeg twee eeuwen woonden. Het is in dit huis dat zijn eerste echtgenote overleed. Hij hertrouwde en kreeg nog elf kinderen.
Hij maakte promotie door als scherprechter de overleden Joannes Franck op te volgen in Gent en te genieten van dezelfde gagen, voordeelen, baeten ende emolumenten. Bepaalde prestaties werden bijkomend vergoed, zoals het brandmerken, het geselen, het te kijk stellen van misdadigers, het hangen van zelfmoordenaars, het uit het water halen van verdronken personen, het onderzoeken van lichamen van heksen. Hij had ook nog andere bronnen van inkomsten en voordelen: gratis woonst in de Recolletenlei, leveren van de koorden voor het ophangen en van de kolen en kaarsen in de folterkamer, verkoop van de klederen van de terdoodveroordeelden.
Vier zoons uit het tweede huwelijk van Jacques Boitquin volgden hem in het scherprechtersberoep.
- François Boitquin deed door zijn huwelijk zijn intrede in een netwerk van verwante scherprechters. Zijn echtgenote was een Tillenborgh en haar moeder was een Tilmans, twee families die boven en beneden de Moerdijk scherprechters leverden in een aantal steden en gemeenten. Daarenboven was zijn echtgenote een weduwe Straetmans, eveneens een uitgebreide familie van scherprechters. Het huwelijk had als gevolg dat het stadsbestuur van Gent hem onmiddellijk als opvolger van de overleden scherprechter benoemde. Boitquin was de eerste van deze familie die zich vervolgens in Brugge liet benoemen en zou er heel wat opvolgers hebben. Het ambt was er winstgevender, omdat naast het werk voor de stad Brugge, ook het uitgestrekte Brugse Vrije op hem beroep deed. Hij genoot hierdoor een dubbele wedde, naast een aantal vrijstellingen, zoals die van accijnsrechten. Hij woonde in een stadsgebouw en betaalde geen huur.
- Jan-Frans Boitquin trouwde eveneens in wat men 'beulenfamilies' kan noemen. Eerst met Clara Guisen (of Gijsen), vervolgens met Catharina Idon, de weduwe van Jacobus Straetmans.
- Jan-Baptist Boitquin volgde in Gent zijn vader op in 1750 en was toen nog minderjarig. Hij genoot van dezelfde wedde en voordelen. Hij woonde in de Wijngaardstraat, waar de stad een nieuw huis liet bouwen voor de scherprechter. Hij trouwde met een dochter Guisen, en was pas 37 toen hij stierf en haar met 5 minderjarige kinderen achterliet (voor hem waren er al vijf andere zeer jong gestorven). Ze genoot haar leven lang van een pensioen op kosten van de stad Gent. Hun dochter Barbara trouwde met haar zestien jaar jongere neef François Guisen, die eveneens scherprechter was.
- Pieter-Jan Boitquin volgde op jonge leeftijd zijn broer Frans op als scherprechter in Brugge en vervulde dit ambt gedurende meer dan 45 jaar. Hij maakte de afschaffing van de folteringen mee in 1784 en kreeg onder het Franse bewind een nieuwe werkgever: het Dijledepartement. Hij moest toen wennen aan de nieuwe vorm van terechtstelling: niet meer met de bijl of de strop, maar met de guillotine. Hij was het die de doodstraf aldus toepaste op de ter dood veroordeelde leden van de bende van Salembier. Hij woonde in het huis met de erker gelegen aan de Vlamingstraat bij de Vlamingbrug, waar ook andere leden van de familie gewoond hebben.

De derde generatie leverde drie scherprechters, een zoon van Franciscus en twee zoons van Pieter-Jan Boitquin.
- Franciscus-Johannes Boitquin was pas vijftien toen hij Brugge verliet om de helper te worden van de Brusselse scherprechter Willem Straetmans. Zijn meester stierf kinderloos begin 1770 en de zeventienjarige helper stelde manhaftig zijn kandidatuur voor de opvolging, in zijn kandidatuur zonder verpinken bewerende dat hij negentien was. Hij moest het echter afleggen tegen de ervaren oom, Jan-Frans Boitquin, die niet alleen 25 jaar ervaring had maar (misschien vooral) zich over de weduwe Straetmans ontfermde en met haar trouwde. Het betekende echter maar uitstel, want toen de oom in 1774 stierf, was het de beurt aan Frans-Jan. Naast zijn beulenwerk in Brussel werd hij ook ingezet, en bijkomend betaald, in Mechelen.  Hij had anderzijds een belangrijk inkomen uit het monopolie dat hem werd toegekend van de huiden van alle in Brussel gestorven of gedode dieren, meer bepaald de paarden. De huidenvetters moesten verplicht bij hem langskomen voor hun grondstoffen. Na 1795 werd hij tewerkgesteld door het Dijledepartement. In zijn testament, gedateerd 26 januari 1807 kwam zijn vroomheid tot uiting: hij bestelde 100 Missen, waarvan 25 op te dragen door zijn biechtvader.
- Henri-Joseph Boitquin was een buitenbeentje onder de met grote beroepsernst werkende beulen. Benoemd in 1784 als scherprechter in Gent, werd hij in oktober van dat jaar wegens wangedrag afgezet. Hij keerde toen naar Brugge terug als helper bij zijn vader. Tien jaar later kon hij weer een benoeming verkrijgen, eerst in Middelburg (1797-1798), daarna in Brugge als opvolger van zijn vader. Hij was het die in november 1803 de boef Lodewijk Bakelandt en zijn 23 bendeleden onthoofdde. Nadat hij einde 1803 in het Scheldedepartement was benoemd en er in 1808 overleed, hield zijn weduwe de herberg De Bruiloft open en ontving ze een jaarlijks pensioen van zijn opvolger.
- Jozef-Petrus Boitquin doorliep een eerder bescheiden carrière. Hij werd geboren te Brugge in 1770. Hij was helper in Brugge, en huwde in 1799 met Maria Theresia Vergote, een kantwerkster.  Ze hadden samen een dochter Marie Henriette, die slechts 13 dagen oud, overleed.  Jozef P. Boitquin overleed te Brugge in 1802, op 32-jarige leeftijd.

In de vierde generatie waren er vier scherprechters, een zoon van Frans-Jan Boitquin en drie zoons van Jean-Baptiste Boitquin, die zelf geen scherprechter was.
- Jan-Frans Boitquin begon als scherprechter in Middelburg, van 1799 tot 1807. In 1807 werd hij scherprechter in het departement van de Dijle en bewoonde het huis in de Hoogstraat in Brussel waar ook zijn vader had gewoond. Hij had twee helpers, Pieter Jongbloedt en zijn neef Jan Hannoff.
- Jan-Baptist Jozef Boitquin was helper bij zijn achterneef Frans-Jan Gijsen. Toen die stierf werd hij vervangen door Jan-Willem Hannoff, en werd Jan-Baptist in diens plaats voor West-Vlaanderen benoemd. Toen in 1856 de uitvoerder van de criminele arresten voor Brabant, Jan-Frans Boitquin, overleed, kreeg Jan-Baptist ook de terechtstellingen in Brabant en Henegouwen toegewezen. Hij was de laatste Boitquin die het ambt van scherprechter uitoefende. Zijn neef Jan-Frans Boitquin opereerde nog enkele jaren later, maar hij was maar hulpscherprechter.
- Alexander Boitquin bleef helper, eerst van zijn achterneef Frans-Jan Gijsen en na hem van Jan-Willem Hannoff. Hij was er bij toen in 1861 de laatste halsrechting in Gent plaatsvond, die van de herbergier Alexander Vervaecke die zijn vrouw had vermoord.
- Jozef-Frans Boitquin bracht het ook niet verder dan helper bij de uitvoerder van de criminele arresten in West-Vlaanderen.

In de vijfde generatie waren er nog twee uitoefenaars van het scherprechtersberoep.
- Jan-Frans Boitquin werd in opvolging van zijn vader 'uitvoerder der algemene arresten voor de provincie Brabant'. Zijn taken verminderden aanzienlijk, omdat in het koninkrijk België weinig, en vanaf 1863 geen terdoodveroordelingen meer werden uitgevoerd. In 1853 werd het Koninklijk Besluit uitgevaardigd dat de ambten van scherprechters zouden uitdoven tot er maar één ambtsdrager meer overbleef. Jan-Frans overleed in 1856 als laatste scherprechter die uitsluitend voor Brabant bevoegdheid had.
- Frans-Jan Boitquin  werd eerst helper bij zijn achterneef Jan-Baptist in Brugge. Na de dood van zijn broer Jan-Frans werd hij helper in Brussel. Zijn taak werd beperkt tot het plechtig spijkeren op de Markt van Brussel van plakbrieven met de veroordelingen uitgesproken door de Assisen van Brabant. Toen hij met pensioen ging en in 1892 overleed, was hij de laatste onder de Botquins die met het beulenberoep geassocieerd was geweest.

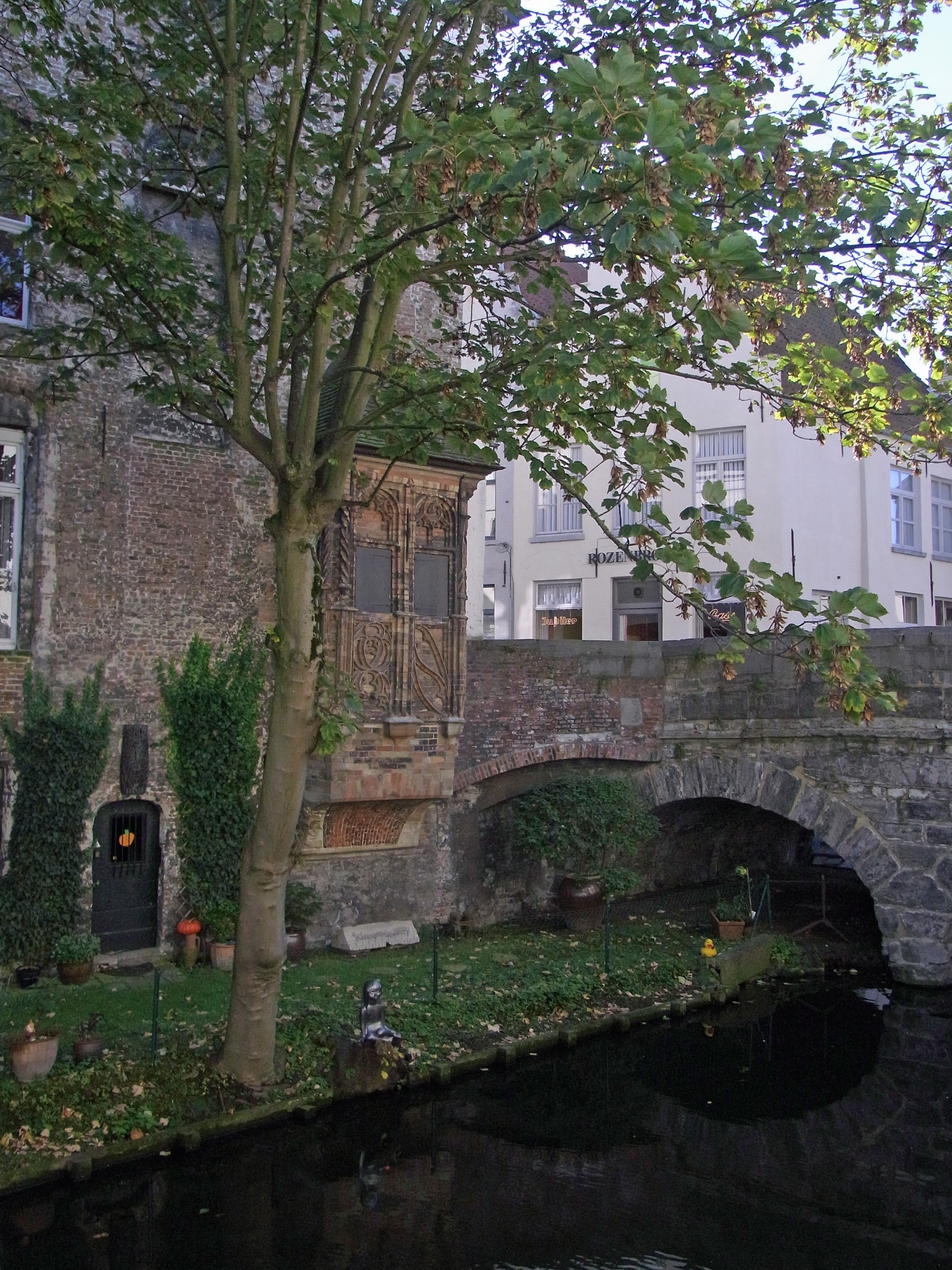
Het huis met de erker, Vlamingstraat 100, in de 18de-19de eeuw het woonhuis van de Botquins

## Genealogie
- Jacobus Boitquin, (Valenciennes, 24 maart 1658 - Gent, 30 januari 1750), zoon van Jean Boitquin, was scherprechtershelper (1707-1716) bij Francis Straetmans in Brussel, scherprechter in Gent (1716-1750) als opvolger van Joannes Franck († Gent, 1716), x Maria-Waltrudis Galopin († Brussel, 1710), xx in 1711 met Maria-Rosa Tiret († Brugge, 26 oktober 1768). Uit het eerste huwelijk: 2 jong gestorven kinderen, uit het tweede huwelijk elf kinderen. 
  - Franciscus Boitquin (Brussel, 25 april 1712 - Brugge, 13 augustus 1753), scherprechter in Leuven (1741-1743) en Brugge (1744-1753), als opvolger van Adriaan Onderbanck († Brugge, 1743), x 1741 Maria-Margaretha Tillenborgh (Roermond, 11 oktober 1713 - Brussel, 31 oktober 1779), weduwe van Willem Straetmans (Brussel, 8 september 1708 - Leuven, 18 april 1741, zoon van Willem Straetmans, scherprechter Leuven (1730-1741) en zus van Joannes Tillenborgh, scherprechter in Antwerpen (1727-1761) en nicht van Philips Tilmans scherprechter in Maastricht (1706-1740)
    - Anna-Maria Boitquin (Brugge, 15 april 1746 - Gent, 2 februari 1814) x François-Joseph Guisen of Gysen (Visé, 22 januari 1747) x Brussel, 20 januari 1789), scherprechtershelper Brussel
      - François-Jean Guisen (Brussel, 10 januari 1776 - Gent, 3 april 1818), scherprechter Leiedepartement (1806-1809), Scheldedepartement (1809-1818), x Maria Barbara Boitquin (Gent, 19 januari 1760 - 1 september 1801)

    - Franciscus-Joannes Boitquin (Brugge, 1 juni 1752 - Brussel, 10 juni 1807), scherprechter Brussel en Mechelen, later Dijledepartement (1774-1807), x Deodata Guisen of Gijsen (Wezet, 20 mei 1740 - Brussel, tussen 1790 en 1797)
      - Joannes-Franciscus Boitquin (Brussel, 2 maart 1781 - 27 juli 1829) scherprechter Middelburg Zeeland (1799-1807), scherprechter Dijledepartement (1807-1829), x 1800 Maria-Anna Leke (Gent, 15 mei 1780 - overl. na 1840)
        - Jean-François Boitquin (Middelburg, 24 februari 1806 - Schaarbeek, 9 juli 1856), scherprechter Brabant (1829-1856)
        - François-Jean Boitquin (Brussel, 4 december 1807 - Sint-Joost-ten-Node, 22 januari 1892), scherprechtershelper West-Vlaanderen, Brabant, Henegouwen, x Sofie Everaert, dienstmeid.

  - Jan Frans Boitquin (Brussel, 16 februari 1716), scherprechter Leuven (1744-1770), scherprechter Brussel (1770-1774) x 1749 Clara Gijsen (Leuven, 1765), xx Catharine Idon (1773), weduwe van Jacobus Straetmans, scherprechter Brussel
  - Jan-Baptist Boitquin (Gent, 11 augustus 1727 - 10 september 1764), scherprechter Gent (1750-1764), x 1754 Margareta Gijsen (Visé, 12 maart 1729 - Gent, 9 januari 1800). Ze hadden negen kinderen, van wie de meesten jong stierven.
    - Maria-Barbara Boitquin (Gent, 19 januari 1760 - 1 september 1801), x zes maanden voor haar dood, op 15 mei 1801 met haar zestien jaar jongere neef François-Jean Guisen (Brussel, 10 januari 1776 - 3 april 1818), zoon van François-Joseph Guisen en Anne-Marie Boitquin, scherprechtershelper Brugge bij Henri Boitquin (1802-1806), scherprechter Brugge (1806-1808), scherprechter Gent (1808-1818). Guisen hetrouwde in 1807 in Brugge met Françoise Maes.

  - Pieter-Jan Boitquin (Gent, 27 december 1730 - Brugge, 28 september 1805), scherprechter Brugge (1753-1796), scherprechter Leiedepartement (1796-1798), x Maria-Catharina Van Raey (Maastricht, 22 augustus 1731 - Brugge, 22 januari 1816), dochter van timmerman Pieter Van Raey en Mechtildis Tillemans, kleindochter van Philips Tillemans, scherprechter Maastricht (1706-1740). Ze kregen tien kinderen.
    - Henri-Joseph Boitquin (Brugge, 1 mei 1759 - Gent, 7 november 1808), scherprechter Gent (1784), scherprechter Middelburg (1797-1798), scherprechter Brugge (1798-1803), scherprechter Departement van de Schelde in Gent (1804-1808), x 1785 Anna-Theresia Dillebeke (Oostende, ca. 1766 - Gent, 17 oktober 1821)
    - Jean-Baptiste Boitquin (Brugge, 12 oktober 1762 - 29 januari 1842), herbergier en nettenmaker, x Marie-Anne Delepointe (Oostende, ca. 1760 - Brugge, 4 november 1844). Ze kregen tien kinderen.
      - Pieter-Jan ('Pierre') Boitquin (Brugge, 4 november 1784 - Brugge 3 januari 1842), scherprechter Middelburg (1812-1835), x 1808 Francisca Johanna Fischer (Gent 29 januari 1783 - Middelburg 2 mei 1820), xx 1821 Joanna Isabella Dorothea Druart (Brugge ca. 1785 - Middelburg 19 april 1866).
      - Jean-Baptiste Joseph Boitquin (Brugge, 28 april 1793 - Schaarbeek, 4 januari 1878), hulpscherprechter departement van de Schelde (1811-1812), hulpscherprechter Middelburg (1812-1818), scherprechter West-Vlaanderen (1818-1856), in Brussel laatste scherprechter van België (1856-1878), x 1823 Maria-Josepha De Visser (Middelburg, Zeeland, 10 juni 1792).
      - Alexander-Benedictus Boitquin (Brugge, 26 maart 1798 - Gent, 1 april 1878), scherprechtershelper Oost-Vlaanderen bij Jean-François Guisen en Jan-Willem Hannoff, x Rosalie Vincent (Gent, 1795-1858), xx 1860 Euphemia Noterman (Oudenaarde, 1810 - Gent, 1877).
      - Joseph-François Boitquin (Brugge, 15 januari 1800 - 20 februari 1854), scherprechtershelper West-Vlaanderen, bleef ongehuwd.

    - Jozef-Petrus Boitquin (Brugge, 17 februari 1770 - 11 mei 1802), scherprechtershelper Brugge, x Maria Vergote, kantwerkster (Sint-Andries, ca. 1774 - Brugge, 3 december 1850).